# Xanthorhoe coarctata
Xanthorhoe coarctata là một loài bướm đêm trong họ Geometridae.